# (9606) 1992 BZ
A (9606) 1992 BZ a Naprendszer kisbolygóövében található aszteroida. Ueda Szeidzsi és Kaneda Hirosi fedezte fel 1992. január 28-án.